# 徐擎
徐擎（1987年3月11日—），中国足球运动员，司职中场，目前效力于中甲球队武汉三镇。

## 职业生涯
徐擎出道于武汉光谷俱乐部。2006至2007年曾试训荷甲球队维特斯与加拿大球队多伦多FC，但均未能转会。2008年转会至成都谢菲联俱乐部。2009年徐擎被租借至中超球队陕西浐灞，并在2010年正式转入该队。2012年到2013年间转会至中甲球队重庆FC。2014年转会至中甲球队、以湖北球员为班底的新疆天山雪豹。
2018年，徐擎转会至呼和浩特中优。
2021年4月6日，徐擎正式加盟武汉三镇足球俱乐部。